# Abagta
Abagta: [ʔaˈbakta] war ein Hofbeamter des Großkönigs Ahasveros und Diener der Frauen am königlichen Hof in Susa, der damaligen Hauptstadt von Persien. Ihm und sechs anderen Kämmerern wurde befohlen, Königin Waschti vor den König zu bringen (Ester 1,10).

## Namensvarianten
Hebräisch: אֲבַגְתָא (Neuhebräisch: Awagta, tiberisches System: Ăḇaḡəṯā’); Elberfelder Bibel (1985), Gute Nachricht Bibel, Hoffnung für alle (1996), Lutherbibel (1984) und Schlachter-Bibel (1951; 2000): Abagta; Elberfelder Bibel (1871; 1905), Lutherbibel (1554; 1912) und Neue-Welt-Übersetzung: Abagtha; Grünewalder Bibel: Abageta.

## Etymologie
Der Name Abagta ist ein Lehnwort aus dem Altarischen, in dem davon mehrere Personennamen belegt sind. Im Altindischen kommt avaghāta („das Niederschlagen, der Schlag“) von ava-han(ghan), im Altpersischen und Altbaktrischen von avajan(ghan). Da im Hebräischen der Ton auf der letzte Silbe liegt und das mit der altindischen Betonung übereinstimmt, ist das ā der vorletzten Silbe zu einem Schwa mobile geworden und das a in der letzten Silbe gedehnt.